# Caballero de fe

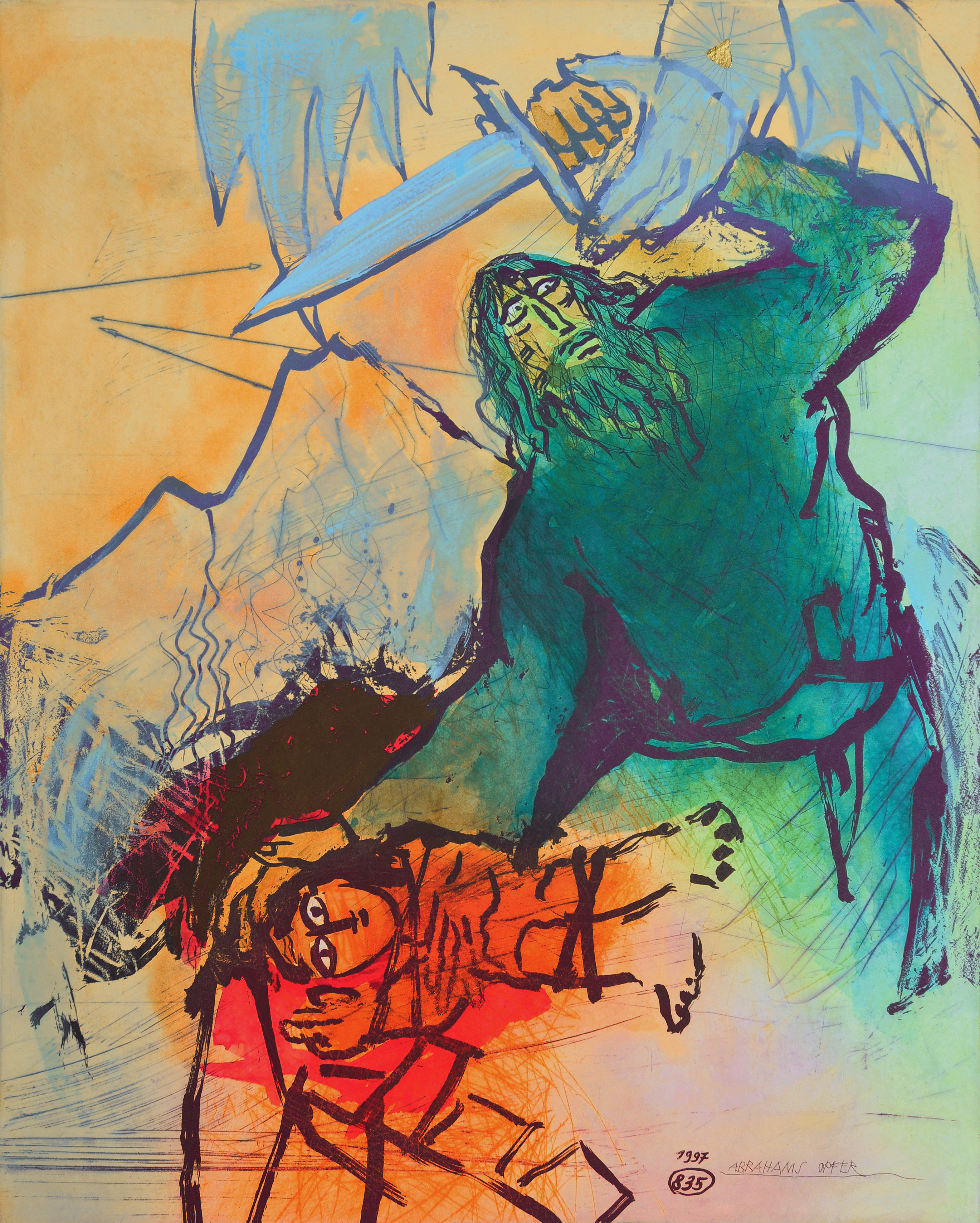
Kierkegaard admiraba la conducta de Abraham, que renegó de los dictados de la razón para seguir el mandato divino de matar a su hijo Isaac.

El caballero de fe es un individuo que ha depositado una fe completa en sí mismo y en Dios. El filósofo danés del siglo XIX Søren Kierkegaard habla sobre el caballero de la fe en varias de sus obras seudonímicas, expuestas en Temor y temblor, La repetición y más obras.
Kierkegaard preanunció un tipo de superhombre nietzscheano al analizar el tipo de angustia en que el yo quiere obstinadamente ser sí mismo. El «caballero de la fe» supera la desesperación al aceptar a Dios asumiendo la paradoja y el absurdo. El ejemplo principal para el caballero de la fe es Abraham, que acepta la imposibilidad de mantener a Isaac y al mismo tiempo confía en Dios de que Isaac no se irá. La acción de Abraham es absurda, en el sentido de que basa su creencia en el regreso de Isaac de su confianza en Dios, no en su propio juicio.

“¿Qué hizo Abraham, sin embargo? No llegó ni demasiado pronto ni demasiado tarde. Enjaezó su asno y lentamente emprendió la ruta. Durante todo ese tiempo tuvo fe, creyó que Dios no habría de exigirle a Isaac, aunque, si era necesario, estaba dispuesto a sacrificarlo. Creyó en virtud del absurdo, porque aquello no era cosa de cálculos humanos; y el absurdo consiste en que Dios, que era quien ordenaba ese sacrificio, al instante siguiente debía revocar su exigencia. Ascendió por la montaña; y en el momento mismo en que todavía centelleaba el cuchillo, creyó que Dios no exigiría de él a Isaac. Entonces seguramente lo sorprendió el desenlace, pero ya había recobrado su estado primitivo mediante un doble movimiento, y por eso recibió a Isaac con mayor alegría que la vez primera.”
Søren Kierkegaard, Temor y temblor

## Descripción
Johannes de Silentio, autor seudónimo de Kierkegaard de Temor y temblor, argumenta que el caballero de la fe es la paradoja, es el individuo, absolutamente nada más que el individuo, sin conexiones ni pretensiones. El caballero de la fe es el individuo que puede abrazar la vida con gracia: Kierkegaard lo expresó de esta manera en O lo uno o lo otro, "Cuando alrededor de uno todo se ha vuelto silencioso, solemne como una noche clara e iluminada por las estrellas, cuando el alma se queda sola en , a continuación, antes de que uno no aparece todo el mundo, no un ser humano extraordinario, pero el mismo poder eterno, entonces se abren los cielos, y el que elige a sí mismo o, más correctamente, recibe en sí. A continuación, la personalidad recibe el galardón de caballería que lo ennoblece por una eternidad." "El caballero de la fe es el único hombre feliz, el heredero de lo finito, mientras que el caballero de la resignación es un extraño y un extranjero."
Kierkegaard pre-anunció el "superhombre" nietzscheano al analizar el tipo de desesperación en que el Yo quiere obstinadamente ser sí mismo. Para que uno quiera desesperadamente ser sí mismo, argumentaba el filósofo danés, tiene que darse la conciencia de un yo infinito, el cual solo se alcanza desligando al yo de toda relación con el poder que lo fundamenta, es decir, con Dios. Con el recurso a esa forma infinitamente abstracta del yo negativo, porque niega a Dios, el hombre quiere comenzar de nuevo, construirse de raíz. Este tipo de desesperación obstinada es una rebelión contra Dios (la muerte de Dios), una sustitución, como lo será el superhombre en la filosofía de Nietzsche.

### Caballero de fe y resignación infinita
En Temor y temblor Kierkegaard introduce la figura del "caballero de la resignación infinita", quien es capaz de desordenar todo por una gran causa y convivir con el dolor que eso le produzca, en oposición al "caballero de la fe", quien no sólo renuncia a todo sino que además confía por la fuerza del absurdo en que volverá a recibirlo de vuelta cuando aprenda a Dios.
La verdadera fe no es la expectativa de lo eterno, sino de lo imposible. Esa actitud se llama sabiduría, pero se puede interpretar como locura. Abraham poseyó esa sabiduría. No es el “caballero de la resignación infinita”, que lo sacrifica todo por una causa, aceptando convivir con el dolor y la incomprensión. Abraham es el “caballero de la fe” porque se limita a ejecutar el designio divino.

### Tres niveles
Kierkegaard reconoció tres niveles de existencia individual: el estético, el ético y el religioso. En Temor y temblor, Silentio se refiere a los individuos en cada etapa como el ser personal, el ser cívico y el ser religioso. Cada uno de estos niveles de existencia envuelve a los que están debajo de él: una persona ética o religiosa aún puede disfrutar la vida estéticamente. Abraham aprendió a mantener su relación finita con su familia separada de su relación infinita con Dios. Tenía que superar el miedo a tener ansiedad por perder algo. Cada individuo experimenta ansiedad en un grado diferente y el miedo a la ansiedad de una manera única.
Cuando el yo es consciente de hallarse delante de Dios, tiene dos alternativas: negar a Dios y querer sustituirlo, que será lo que hará Nietzsche con su teoría del superhombre, o aceptarlo, que es la propuesta de Kierkegaard. El superhombre kierkegaardiano, el caballero de fe, supera la desesperación al aceptar que se halla arrojado delante de Dios, y así como en el planteamiento nietzscheano el superhombre se ve obligado a asumir el nihilismo, el caballero de fe se convierte en superhombre, en individuo excepcional, asumiendo la paradoja y el absurdo.

### Ejemplos
Silentio cree personalmente que solo dos personas fueron caballeros de la fe: la Virgen María y Abraham. También es posible que Silentio considere a Jesús como un caballero de la fe. Abraham se convirtió en Caballero de la fe porque levantó voluntariamente el cuchillo para sacrificar a Isaac. María era una Caballero de la fe porque se ofreció voluntariamente a tener a Jesús. Jesús se convirtió en un Caballero de la fe porque voluntariamente fue a la cruz.
Kierkegaard siempre señala al individuo hacia adelante tal como lo hizo con Abraham. Siempre espera lo bueno en lugar de temer lo malo. El confió en Dios. Es lo mismo con el individuo individual que tiene que tomar una resolución para renunciar a algo finito y ha descubierto que lo finito ha adquirido una importancia infinita. Kierkegaard utiliza este ejemplo extremo de la paradoja de la fe para ayudar a las personas que temen renunciar a algo o arriesgarse sin ninguna certeza de recompensa. Abraham estaba dispuesto a arriesgarlo todo para seguir a Dios y Cristo estaba dispuesto a arriesgarlo todo para enseñarle a la humanidad a amar. Ninguno de los dos sabía lo que saldría de eso.